# Rhytiphora albolateralis
Rhytiphora albolateralis là một loài bọ cánh cứng trong họ Cerambycidae.